# Colonia Lindavista, Nayarit
Colonia Lindavista är en ort i Mexiko.   Den ligger i kommunen Jala och delstaten Nayarit, i den centrala delen av landet, 600 km väster om huvudstaden Mexico City. Colonia Lindavista ligger 1 935 meter över havet och antalet invånare är 297.
Terrängen runt Colonia Lindavista är varierad. Colonia Lindavista ligger uppe på en höjd. Runt Colonia Lindavista är det ganska glesbefolkat, med 30 invånare per kvadratkilometer. Närmaste större samhälle är Ixtlán del Río, 9,0 km söder om Colonia Lindavista. I omgivningarna runt Colonia Lindavista växer huvudsakligen savannskog.